# Seznam letišť v Portugalsku
Tento seznam obsahuje výčet všech letišť v Portugalsku (včetně Azorských ostrovů a Madeiry).
| Město příslušnosti                                                                                              | Region                | ICAO | IATA                   | Název letiště |
| --- | --------------------- | ---- | ---------------------- | --- |
| Portugalsko: Civilní letiště                                                                                    |                       |      |                        | |
| Beja | Alentejo              | LPBJ | BYJ                    | Letiště Beja |
| Braga | Norte                 | LPBR | BGZ                    | Letiště Braga (Aeródromo Municipal de Braga) (Palmeira, Braga)                                                                                  |
| Bragança | Norte                 | LPBG | BGC                    | Letiště Bragança (Aeródromo Municipal de Bragança) (vnitrostátní a mezinárodní)                                                                 |
| Cascais | Lisboa                | LPCS |                        | Letiště Tires (Aeródromo Municipal de Cascais/Costa do Estoril (Tires), São Domingos de Rana)                                                   |
| Chaves | Norte                 | LPCH | CHV                    | Letiště Chaves (Aeródromo Municipal de Chaves)                                                                                                  |
| Coimbra | Centro                | LPCO | CBP                    | Letiště Coimbra (Aeródromo Municipal Bissaya Barreto:)                                                                                          |
| Espinho (Paramos, Espinho/Costa Verde)                                                                          | Norte                 | LPIN |                        | Letiště Espinho (Aeródromo de Espinho) |
| Évora | Alentejo              | LPEV |                        | Letiště Évora (Aeródromo de Évora) |
| Faro | Algarve               | LPFR | FAO                    | Letiště Faro (Aeroporto Internacional de Faro)                                                                                                  |
| Maia (Municipal da Maia)                                                                                        | Norte                 | LPVL |                        | Letiště Maia (Aeródromo Municipal da Maia [Vilar da Luz]) PDF[nedostupný zdroj]                                                                 |
| Mirandela | Norte                 | LPMI |                        | Letiště Mirandela (Aeródromo Municipal de Mirandela)                                                                                            |
| Monfortinho, Idanha-a-Nova                                                                                      | Centro                | LPMF |                        | Letiště Monfortinho (Aeródromo Municipal de Monfortinho)                                                                                        |
| Montargil, Ponte de Sor                                                                                         | Alentejo              | LPMO | Leiria (Gandara) {QLR} | Letiště Morargil (Aeródromo de Morargil) |
| Lisabon (část letištní plochy zasahuje do Camarate, Loures)                                                     | Lisboa                | LPPT | LIS                    | Letiště Lisabon-Portela (Aeroporto da Portela de Sacavém) nebo Mezinárodní letiště Lisabon (Aeroporto Internacional de Lisboa) (Lisabon/Loures) |
| Portimão | Algarve               | LPPM | PRM                    | Letiště Portimão (Aeródromo Municipal de Portimão) {Penina,Alvor}                                                                               |
| Porto | Norte                 | LPPR | OPO                    | Letiště Francisca Sá Carneira (Aeroporto Internacional Francisco Sá Carneiro)                                                                   |
| Castro Marim | Algarve               | LPPV |                        | Letiště Praia Verde (Aeródromo da Praia Verde) (Alturas, Castro Marim, poblíž Taviry)                                                           |
| Santa Cruz, Torres Vedras                                                                                       | Centro                | LPSC |                        | Letiště Santa Cruz (Aeródromo Municipal de Santa Cruz [Torres Vedras])                                                                          |
| Santarém | Alentejo              | LPSR |                        | Letiště Santarém (Aeródromo de Santarém) |
| Vila Real | Norte                 | LPVR | VRL                    | Letiště Vila Real (Aeródromo Municipal de Vila Real){Vila Real/Douro}                                                                           |
| Viseu | Centro                | LPVZ | VSE                    | Letiště Viseu (Aeródromo Municipal Gonçalves Lobato (Viseu)) (Lordosa, Viseu)                                                                   |
| Portugalsko: Vojenská letiště                                                                                   |                       |      |                        | |
| Alverca do Ribatejo, Vila Franca de Xira                                                                        | Lisboa                | LPAR |                        | Letecká základna Alverca (Base Aérea de Alverca or Complexo Militar de Alverca)                                                                 |
| Beja | Alentejo              | LPBJ |                        | Letecká základna Beja (Base Aérea de Beja) |
| Lisabon (ve skutečnosti se nachází v Prior Velho-Loures, sdílí část letištní plochy s letištěm Lisabon-Portela) | Lisboa (region)       |      |                        | Letecká základna Figo Maduro (Base Aérea de Figo Maduro)                                                                                        |
| Monte Real, Leiria                                                                                              | Centro                | LPMR |                        | Letecká základna Monte Real (Base Aérea de Monte Real)                                                                                          |
| Montijo | Lisboa                | LPMT | PAF                    | Letecká základna Montijo (Base Aérea do Montijo)                                                                                                |
| Ota (Portugalsko), Alenquer                                                                                     | Centro                | LPOT |                        | Letecká základna Ota (Base Aérea da Ota) |
| Ovar | Centro (Maceda, Ovar) | LPOV |                        | Letecká základna Ovar (Base Aérea Ovar or Aeródromo Militar de Ovar)                                                                            |
| Santa Margarida, Constância                                                                                     | Centro                | LP77 |                        | Vojenská základna Santa Margarida (Campo Militar de Santa Margarida)                                                                            |
| Sintra | Lisboa                | LPST |                        | Letecká základna Sintra (Base Aérea de Sintra) (Granja do Marques, Pêro Pinheiro, poblíž Algueirão-Mem Martins)                                 |
| Tancos, Vila Nova da Barquinha                                                                                  | Centro                | LPTN |                        | Letecká základna Tancos (Base Aérea Tancos or Aeródromo Militar de Tancos)                                                                      |
| Azory: Civilní letiště                                                                                          |                       |      |                        | |
| Corvo | Azory                 | LPCR | CVU                    | Letiště Corvo (Aérodromo do Corvo) |
| Faial (Horta)                                                                                                   | Azory                 | LPHR | HOR                    | Letiště Horta (Aeroporto da Horta) |
| Flores | Azory                 | LPFL | FLW                    | Letiště Flores (Aeroporto das Flores) |
| Graciosa | Azory                 | LPGR | GRW                    | Letiště Graciosa (Aérodromo da Graciosa) |
| Pico | Azory                 | LPPI | PIX                    | Letiště Pico (Aeroporto do Pico) |
| Santa María | Azory                 | LPAZ | SMA                    | Letiště Santa María (Aeroporto de Santa María)                                                                                                  |
| São Jorge | Azory                 | LPSJ | SJZ                    | Letiště São Jorge (Aérodromo de São Jorge) |
| São Miguel (Ponta Delgada)                                                                                      | Azory                 | LPPD | PDL                    | Letiště Jana Pavla II. (Aeroporto João Paulo II)                                                                                                |
| Azory: Vojenská letiště                                                                                         |                       |      |                        | |
| Terceira | Azory                 | LPLA | TER                    | Letecká základna Lajes (Base Aérea das Lajes)                                                                                                   |
| Madeira: Civilní letiště                                                                                        |                       |      |                        | |
| Madeira (Funchal)                                                                                               | Madeira               | LPMA | FNC                    | Letiště Madeira (Funchal) (Aeroporto da Madeira) {Santa Cruz, Madeira}                                                                          |
| Porto Santo | Madeira               | LPPS | PXO                    | Letiště Porto Santo (Aeroporto do Porto Santo) (Vila Baleira)                                                                                   |